# David Horne
David Horne (nacido el 22 de mayo de 1962 en Escocia) es un deportista que ha competido exitosamente en distintos deportes de fuerza.
La larga y variada carrera de David Horne en los deportes de fuerza incluye las siguientes disciplinas:
- Juego de la soga: Se especializó en el juego de la soga entre 1986 y 1987.
- Pulso: La carrera en las pulseadas de Horne abarca distintas épocas (1988-89, 1993, 1999-02, 2005-). Fue campeón británico de pulso en 2001.
- Strongman: Horne compitió en competiciones de forzudos entre 1989 y 1992.
- Powerlifting: David Horne compitió en powerlifting en 1989.
- Halterofilia: Compitió en halterofilia entre 1989 y 1995. Fue campeón británico en la categoría de 95 kg cuatro veces desde 1990 hasta 1993.
- Agarre: El agarre es la disciplina en la que más se ha destacado Horne, y compite en ella desde 1991 hasta la actualidad. Ha sido campeón británico de agarre diez veces entre 1994 y 2007.